# 니콘 D1X

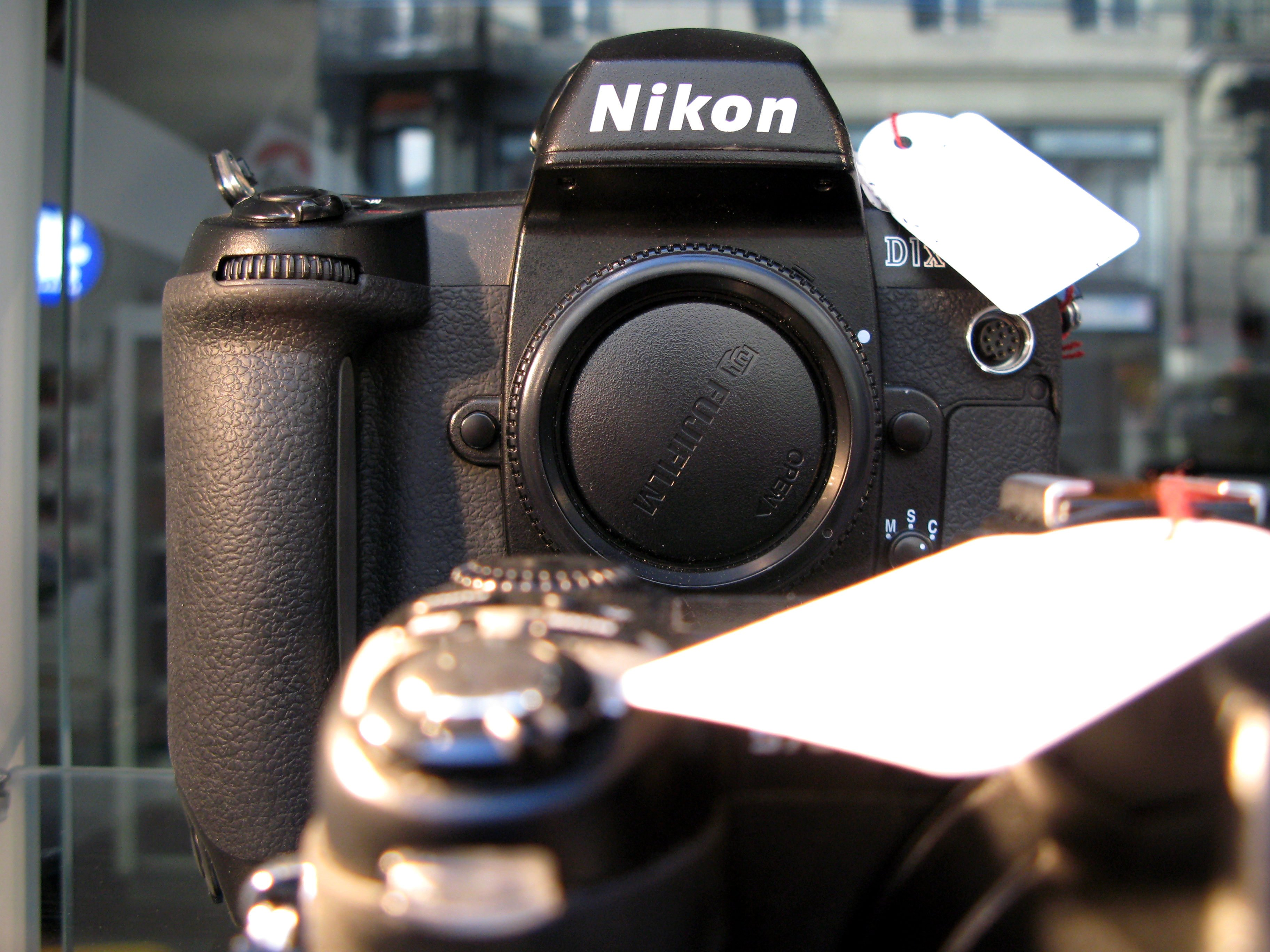
니콘 D1X

니콘 D1X(Nikon D1X)는 니콘의 전문가용 디지털 SLR 카메라로 2001년 2월 5일에 발표되었다. 533만 유효 화소 CCD 이미지 센서를 가지고 있으며, 연속 촬영 속도는 초당 3 프레임이다.동시에 출하된 모델로 D1H가 있다.
미국DALSA라는 회사의 CCD를 사용하는데,DALSA는 전문 군사용 카메라,중형 디지털 백에 사용되던 센서로 색 표현력이 높은 것으로 유명하고 가격도 비싸다.
D1X의 이미지 센서 픽셀은 정사각형이 아닌 직사각형이다. 니콘 D1과 비교했을 때, 가로 방향 픽셀 수는 2배이지만 세로 방향 픽셀 수는 D1과 같다.